# Cose comuni
Cose comuni è il secondo album discografico dei Velvet, pubblicato nel 2002.

## Tracce
1. Versomarte
2. Troppo semplice
3. Una settimana, un giorno (feat. Edoardo Bennato)
4. Funzioni primarie
5. Non è colpa tua
6. I miei desideri
7. Perfetto perdente
8. Non era così
9. In quest'angolo di blu
10. Vampiri
11. Cose comuni
12. I miei desideri (Delta V mix)

## Formazione
- Pierluigi Ferrantini - voce e chitarra
- Alessandro Sgreccia - chitarra
- Pierfrancesco Bazzoffi - basso
- Giancarlo Cornetta - batteria